# 玫灰蝶屬
玫灰蝶屬（Hedge Blues，學名：Callenya）是灰蝶科眼灰蝶亞科中的一個屬。物種分佈於東洋界。

## 物種
- Callenya kaguya Eliot & Kawazoé, 1983
- （Callenya lenya） (Evans, 1932)
- 玫灰蝶 （Callenya melaena） (Doherty, 1889)